# Schapen- en geitenpokken
Schapen- en geitenpokken of SGP is een virusziekte veroorzaakt door een pokkenvirus. 
Naast schapen en geiten kunnen ook runderen besmet worden met schapen- en geitenpokken. Bij runderen die besmet zijn met schapen- en geitenpokken verloopt de ziekte volledig subklinisch. Het virus dat schapen- en geitenpokken veroorzaakt is verwant aan het virus dat bij mensen pokken veroorzaakt. In tegenstelling tot het koepokkenvirus is het virus dat schapen- en geitenpokken veroorzaakt niet besmettelijk voor mensen. Schapen- en geitenpokken staan op de A-lijst van de OIE (Wereldorganisatie voor diergezondheid)

## Ziekteverwekker
Het virus dat schapen- en geitenpokken veroorzaakt is een dsDNA-Virus van het geslacht Capripoxvirus uit de familie van de Poxviridae. Er is maar een serotype van het schapen- en geitenpokkenvirus bekend.
Eigenschappen:
- vatbaar voor 120 minuten op 56°C of 30 minuten op 65°C
- vatbaar voor een sterk basis of zuur milieu
- gevoelig voor ether (20%), chloroform en formaline (1%)
- uitgeschakeld door een carbolzuur (2%) oplossing gedurende 15 minuten
- kan een lange tijd overleven in huidschilfers bij gematigde temperatuur
- kan tot 2 maanden overleven in onbewerkte wol

## Besmetting
De gemiddelde incubatietijd van schapen- en geitenpokken is 12 dagen met een maximum van 21 dagen. Zieke dieren scheiden het virus in de mest, speeksel, neusuitvloeiingen en in de huidschilfers. De besmetting van dier op dier kan dus plaatsvinden via direct contact maar ook via indirect contact, doordat de huidschilfers kunnen functioneren als aerosolen. Bijtende insecten zijn bekende besmettingsbronnen, zij het niet in groten getale. Het virus kan lange tijd buiten de gastheer overleven, daardoor is indirecte besmetting als gevolg van slecht schoongemaakte veewagens of schoeisel ook mogelijk.

## Ziekteverschijnselen
De mate waarin dieren ziek worden en doodgaan als gevolg van schapen- en geitenpokken is sterk afhankelijk van de variant van het schapen- en geitenpokkenvirus, de leeftijd van de dieren en van de mate waarin de dieren specifieke weerstand hebben opgebouwd tegen het virus. Bij volwassen dieren kan tot 80% van een koppel ziek worden en tot 50% doodgaan. Bij jonge dieren kan 100% van de dieren ziek worden en tot 95% van de dieren doodgaan. In regio’s waar de schapen en geitenpokken regelmatig voor komt is de mortaliteit meestal rond de 15% van een koppel dieren. Zowel bij jonge als oude dieren kunnen secundaire infecties zorgen voor een verhoogde mortaliteit.
Symptomen:
- verhoogde temperatuur
- verminderde voeropname
- ontstoken ogen
- ontstoken uier
- pokken
- aantastingen van de longen

## Verspreiding
Schapen- en geitenpokken is al in de 2de na christus omschreven als ziekte maar werd pas in 1673 herkend als een besmettelijke ziekte. Schapen- en geitenpokken is endemisch in Afrika onder de Sahara, het Midden-Oosten, India en in grote delen van Azië. In Europa komt de ziekte vrijwel niet voor, wel zijn er in 1998 en 2000 uitbraken geweest van schapen- en geitenpokken in Griekenland. In Rusland en Marokko zijn respectievelijk in 2001 en 2002 uitbraken geweest. Deze uitbraken buiten het gebied waar de ziekte endemisch is zijn waarschijnlijk het gevolg geweest van illegale import van dieren uit besmette regio’s.

## Bestrijding
Het preventief bestrijden van schapen- en geitenpokken is mogelijk door middel van vaccinatie. In Europa worden dieren niet preventief gevaccineerd tegen schapen- en geitenpokken. Vaccineren wordt alleen gedaan bij een uitbraak van schapen en geitenpokken om verdere verspreiding van de ziekte te voorkomen. Om te voorkomen dat de ziekte uitbreekt in Europa is er een import verbod van kracht van dieren uit regio’s die wel besmet zijn.